# Thuarea
Thuarea es un género de plantas herbáceas de la familia de las gramíneas o poáceas.  Es originario de Madagascar, sur de Asia, Australia y Nueva Guinea. Comprende 7 especies descritas y de estas, solo 2 aceptadas.

## Taxonomía
El género fue descrito por Nicholas Edward Brown y publicado en Synopsis Plantarum 1: 110. 1805. La especie tipo es: Thuarea sarmentosa Pers. 
Etimología
El nombre del género fue otorgado en honor de Petit Thouars, botánico francés. 

## Especies aceptadas
A continuación se brinda un listado de las especies del género Thuarea aceptadas hasta noviembre de 2014, ordenadas alfabéticamente. Para cada una se indica el nombre binomial seguido del autor, abreviado según las convenciones y usos.	 
- Thuarea involuta (G.Forst.) R.Br. ex Sm.
- Thuarea perrieri